# Alex Pentland
Alex Paul “Sandy” Pentland (Ann Arbor, 3 september 1951) is een Amerikaanse informaticus, hoogleraar aan het Massachusetts Institute of Technology (MIT) en ondernemer. Hij hielp mee aan de oprichting van het MIT Media Lab en is door Forbes uitgeroepen tot een van de zeven invloedrijkste datawetenschappers in de wereld.

## Biografie
Pentland behaalde een bachelorsdiploma aan de Universiteit van Michigan en kreeg zijn doctoraat in de psychologie van de Massachusetts Institute of Technology (MIT) in 1982. Na het behalen van zijn doctoraat werd hij docent psychologie en informatica aan de Stanford-universiteit. In 1986 trad hij toe aan de MIT-faculteit. Hij werd er academisch hoofd van het MIT Media Lab en professor in Media arts en Sciences (MAS).
Alex Pentland is directeur van de MIT Human Dynamics onderzoeksgroep die big data gebruikt om de menselijke samenleving beter te begrijpen. Hij is ook directeur van het MIT Media Lab Entrepeneurship Program dat ondernemingen opricht om geavanceerde technologie in de echte wereld te brengen, met de nadruk op de promotie van het ondernemerschap in ontwikkelingslanden. Verder is hij ook directeur van het Institute for Data Driven Design. Zij ontwikkelen middelen om de individuele privacy te beschermen.
Pentland is academisch directeur van de Data-Pop Alliance. Dit is een gezamenlijk project van het MIT Media Lab, het Harvard Humanitarian Initiative en het Overseas Development Institute. Het gaat over big data en de menselijke ontwikkeling.
Hij hielp mee aan de oprichting van de laboratoria van het Media Lab Asia aan de Indian Institutes of Technology en het Strong Hospital's Center for Future Health. Hij werd hier ook medebestuurslid. Daarnaast is hij een van de leiders van Big Data, Personal Data en andere privé-initiatieven van het World Economic Forum. Hij is verder nog lid van de raad van bestuur van Telefónica, Motorola Mobility en Nissan Motors.

## Werk
Pentland richt zich in zijn onderzoek vooral op de sociale fysica, big data en privacy. Hij wil mensen helpen een beter inzicht te krijgen in de 'fysica' van de sociale omgeving. Verder helpt zijn onderzoek ook individuen, bedrijven en zelfs volledige samenlevingen bij het heruitvinden van zichzelf om veiliger, productiever en creatiever te zijn.
In een van zijn onderzoeken, die hij 'Reality Mining' noemde, gebruikt hij data van gsm's, sensoren en badges om te begrijpen hoe mensen communiceren. De resultaten worden door verschillen overheden en bedrijven gebruikt om hun organisatie te verbeteren.
Hij is ook een pionier in het gebruik van technologie in projecten voor ontwikkelingslanden en 'image understanding'.
Pentland is een van de uitvinders van de Google Glass. Het is de bedoeling om de big data die men al verkreeg via smartphones te gebruiken om beslissingen te maken in de realiteit.
Zijn werk is al geproduceerd geweest in verschillende wetenschappelijke geschriften, waaronder onder andere ‘Harvard Business Review’. Zijn onderzoeken waren ook al te zien op tv op verschillende onderzoeks- en wetenschapszenders, waaronder ook BBC World.
Pentland schreef al verschillende boeken, waarvan de bekendste Honest Signals (2008) en Social Physics (2014) zijn. Het onderzoek in Honest Signals werd verkozen tot 'Harvard Business Review Breakthrough Idea of the Year' en voor het onderzoek in Social Physics won hij de McKinsey Award van Harvard Business Review. Social Physics won ook de 40e Internet Grand Challenge.